# 차시원
차시원(본명: 김시원, 1989년 4월 16일 ~)은 대한민국의 남자 배우이자 연극배우이고 뮤지컬배우이다.
경민대학교 뮤지컬과를 졸업했다.

## 출연작

### 영화
- 2022년 《특송》 - 광수대 4 역
- 2020년 《반도》 - 홍콩 행동대장 역
- 2019년 《마약왕》 - 용팔이파 2 역
- 2019년 《사자》 - 대환 역
- 2018년 《백두산》 - 본진 대원 역
- 2017년 《청년경찰》 - 경찰대 동기생 역

### 드라마
- 2025년 JTBC 《착한 사나이》 - 이두식 역
- 2022년 MBC 《빅마우스》 - 한연성 역
- 2022년 MBC 《멧돼지 사냥》- 주협 역
- 2022년 Netflix 《종이의 집》
- 2021년 tvN 《배드 앤 크레이지》 - 양재선 역
- 2021년 Netflix 《지옥》 - 사청 사제 역
- 2020년 OCN 《경이로운 소문》 - 임재철 역
- 2019년 Netflix 《킹덤》 - 가노 4 역

## 공연
- 미상 《춘천거기》
- 미상 《술집》
- 미상 《세상에서 가장 아름다운 별》
- 미상 《뮤지컬 정도전》
- 2015년 《행오버》- 태민 역
- 2014년 《아프로네스 - 고양》- 비서관 역